# Fraipontite
La fraipontite est un minéral de la classe des silicates (sous-classe des phyllosilicates), de composition (Zn,Al)3[(Si,Al)2O5](OH)4 avec des traces de Fe, Cu, Mg, Ca et K.

## Inventeur et étymologie
Décrite par le minéralogiste Giuseppe Raimondo de Cesàro en 1927, dédié à Julien, Jean Joseph et Charles Fraipont, géologues et paléontologues belges.

## Topotype
- Vieille Montagne, Moresnet, Kelmis, Plombières-Vieille Montagne, Verviers, Province de Liège, Belgique
- Les échantillons types sont conservés à l'Université de Liège, N° 13727

## Cristallographie
- les paramètres de la maille conventionnelle sont : a = 5,372 Å, b = 9,246 Å, c = 7,273 Å, Z = ; bêta = 103,55 ° V = 351,19 Å3
- Densité calculée = 3,53

## Cristallochimie
Elle fait partie du groupe des serpentines et tout particulièrement du sous-groupe de l'amésite.

### Sous-groupe de l'amésite
- 71.01.02c.01 Amésite Mg2Al(SiAl)O5(OH)4 C1 1
- 71.01.02c.02 Berthiérine (Fe++,Fe+++,Al,Mg)2-3(Si,Al)2O5(OH)4 Cm m
- 71.01.02c.03 Brindleyite (Ni,Mg,Fe++)2Al(SiAl)O5(OH)4 C 2 2
- 71.01.02c.04 Fraipontite (Zn,Al)3(Si,Al)2O5(OH)4 Cm m
- 71.01.02c.05 Kellyite (Mn++,Mg,Al)3(Si,Al)2O5(OH)4 P 63 6
- 71.01.02c.06 Manandonite Li2Al4[(Si2AlB)O10](OH)8 C1 1
- 71.01.02c.07 Cronstedtite Fe++2Fe+++(Si,Fe+++)O5(OH)4 P 31m 3m

## Gîtologie
- Comme produit de dégradation de la smithsonite.

### Minéraux associés
- Smithsonite (Vieille-Montagne, Belgique)
- gebhardite, willemite, cérusite (Tsumeb, Namibie)
- sauconite (Silver Bill mine, Arizona, États-Unis)

## Synonymie
- zinalsite : le mot dérive de la composition : zinc (Zin), aluminium (Al) et silice (Si)[3].

## Variétés
- Cupro-fraipontite : variété cuprifère de fraipontite (Cuprian Fraipontite des anglo-saxons)[4]

## Gisements remarquables
Belgique
- Vieille Montagne, Moresnet, Kelmis, Plombières-Vieille Montagne, Verviers, Province de Liège[5]

 Espagne
- Prullans, La Cerdanya, Lleida, Catalogne[6]

 Royaume-Uni
- Machen Quarry, Machen, Caerphilly (Mid Glamorgan ; Monmouthshire), Pays de Galles[7]